# 馬里戈爾德 (伊利諾伊州)
馬里戈爾德（英語：Marigold）是位於美國伊利諾伊州蘭道夫縣的一個非建制地區。該地的面積和人口皆未知。

## 地理
馬里戈爾德的座標為38°00′47″N 90°00′23″W / 38.01306°N 90.00639°W，而該地的平均海拔高度為173米（即568英尺）。